# Мартире д’Ангьера, Пьетро
Пьетро Мартире д’Ангьера (итал. Pietro Martire d’Anghiera; исп. Pedro Mártir de Anglería; 2 февраля 1457, Арона, Ломбардия, Италия — октябрь 1526, Гранада, Испания) — итало-испанский гуманист, историк.

## Биография
Происходил из знатной миланской семьи. Назван в честь Петра-Мученика.
C 1487 года жил в Испании, где был известен под именем Педро Мартир де Англерия.
В 1501—1502 годах по поручению правившей четы Фернандо II и Изабеллы I с дипломатической миссией посетил Египет.
С 1505 года — придворный хронист, с 1520 года — королевский хронист Карла V.

## Сочинения
Писал на латыни. Латинизированная форма имени — Petrus Martyr ab Angleria.

### Письма
Регулярно переписывался с корреспондентами из Испании и Италии: 813 писем, написанных в 1488—1525 годах («Opus epistolarum», 1530), представляют собой ценный источник по истории Испании конца XV — первой четверти XVI веков. В одном из писем (1523) рассказывает о прибытии в Вальядолид русского посольства во главе с Яковом Полушкиным и приводит латинский перевод привезённого им Карлу V послания Василия III.

### «Декады о Новом Свете»
С 1494 года и до конца жизни работал над сочинением «Декады о Новом Свете» («De orbe novo decades», 1511; все 8 декад были изданы в 1530 году), которое принесло ему славу первого историка Америки. Автор начал свой труд с изложения предыстории плавания Христофора Колумба и довёл его до 1525 года, основываясь во многом на свидетельствах Колумба и других мореплавателей и конкистадоров, с которыми он был лично знаком. Представлял индейцев людьми, живущими в гармоничном единении с природой по естественным законам, не знающими частной собственности и сохраняющими добродетели, утраченные европейцами. Труд способствовал формированию утопических представлений о Новом Свете, «добром дикаре», оказавших влияние на европейскую общественную мысль, в том числе на творчество Бартоломе де Лас Касаса.

### Прочее
- «Три книги о вавилонском посольстве» («De Babylonica legatione libri tres», 1516),
- эпиграммы,
- гимны.

## Гуманистическое влияние
Сыграл заметную роль в распространении в Испании идей итальянского Возрождения и развитии испанского гуманизма.

## Современные издания
- Epistolario / Ed. J. López de Toro. — Madrid, 1953—1957. Vol. 1—4.
- Décades del nuevo mundo / Ed. E. O’Gorman. — Méx., 1964—1965. Vol. 1—2.
- De orbe novo / Ed. S. Cro. — Córdoba, 2004.
- De orbe novo decades: I—VIII / Ed. Mazzacane, E. Magioncalda. — Genova, 2005. Vol. 1—2.